# Sebastian Gleim
Sebastian Gleim (* 14. Juni 1984 in Bad Hersfeld) ist ein deutscher Basketballtrainer.

## Leben
Gleim spielte als Jugendlicher Handball und Basketball. Im Basketballsport trainierte er beim TV Hersfeld ab dem 16. Lebensjahr Mannschaften. 2005 schloss er eine Ausbildung zum Physiotherapeuten ab und wechselte als Trainer in den Nachwuchsbereich des Bundesligisten Eisbären Bremerhaven. Zeitweilig war er auch als Co-Trainer der Bremerhavener Bundesligamannschaft tätig.
2009 verließ er Bremerhaven und wurde beim SC Rist Wedel Trainer der zweiten Herrenmannschaft, Co-Trainer der Wedeler Mannschaft in der 2. Bundesliga ProB sowie Jugendkoordinator. Im September 2012 trat er in Wedel das Amt des Cheftrainers der ProB-Mannschaft an. In der Saison 2013/14 führte er Wedel ins ProB-Halbfinale.
Im Mai 2014 wechselt er zu den Skyliners Frankfurt, übte dort fortan das Amt des Leiters der Nachwuchs- und Schulförderung aus und betreute Jugendleistungsmannschaften. Bereits als Jugendlicher war er Anhänger der Skyliners. 2015 gewann die Frankfurter U19-Mannschaft unter Gleims Leitung die Vizemeisterschaft in der Nachwuchs-Basketball-Bundesliga. 2016 wurde er zusätzlich Assistenztrainer der Frankfurter Bundesligamannschaft. Neben seinen Aufgaben auf Vereinsebene gehörte Gleim sieben Jahre lang als Assistenztrainer zum Stab deutscher Jugend-Nationalmannschaften (U16, U18 und U20), wo er unter seinem Mentor Harald Stein arbeitete.
2017 übernahm er die Cheftrainerstelle bei der zweiten Herrenmannschaft der Frankfurter in der 2. Bundesliga ProB. Gleim schloss im Herbst 2017 ein Studium an der Trainerakademie Köln ab. Im Mai 2019 wurde er als neuer Cheftrainer der Bundesligamannschaft der Skyliners Frankfurt vorgestellt. Die Leitung der Nachwuchsabteilung hatte er weiterhin zusätzlich inne. Gleims Werdegang als Trainer wurde von Stefan Koch in einer Kolumne im Internetauftritt der Basketball-Bundesliga als „nicht nur untypisch, sondern eigentlich im deutschen Basketball gar nicht vorgesehen“ beschrieben. Im Juni 2020 stand er mit den Frankfurtern beim Saisonschlussturnier der Bundesliga im Viertelfinale. Im April 2021 gaben die Crailsheim Merlins Gleims Verpflichtung ab der Saison 2021/22 bekannt. Zuvor hatte ihm Frankfurt keine Fortsetzung seiner Trainertätigkeit, aber einen Wechsel ins Amt des Sportdirektors angeboten.
Gleim, der während der Saison 2021/22 zeitweise der einzige Trainer in der Bundesliga war, der seine Basketballausbildung in Deutschland durchlief, führte Crailsheim 2022 ins Endspiel des deutschen Pokalwettbewerbs, was als bislang größter Erfolg der Vereinsgeschichte eingestuft wurde. Das Endspiel verlor er mit seiner Mannschaft im Februar 2022 gegen Alba Berlin. Mitte Dezember 2022 wurde Gleim in Crailsheim entlassen. Diese Entscheidung hing laut der Führungsspitze des Bundesligisten nicht mit der sportlichen Lage zusammen. Sowohl in der Bundesliga als auch im europäischen Wettbewerb FIBA Europa Cup habe man sich zum Zeitpunkt der Trennung von Gleim im Soll befunden, gaben die Crailsheimer bekannt.
Bei der Weltmeisterschaft 2023 gehörte Gleim als Assistenztrainer zum Stab der deutschen Mannschaft. Bei der Nationalmannschaft arbeitete er wie bereits in Frankfurt mit Gordon Herbert zusammen und trug in diesem Amt zum Gewinn der Weltmeisterschaft bei.
Ende November 2023 wurde Gleim als neuer Cheftrainer der neuseeländischen Mannschaft Franklin Bulls vermeldet, bei denen er einen Vertrag für die Jahre 2024 und 2025 erhielt. 2024 erreichte Gleim mit Franklin das Halbfinale der neuseeländischen Liga NZNBL.
Im März 2025 gaben die Skyliners Frankfurt Gleims Rückkehr als Geschäftsführer Sport mit Dienstbeginn am 1. August 2025 bekannt.